# Flughafen Moskau-Schukowski

i7
i11
i13
Der Flughafen Schukowski (russisch Аэропорт Жуковский, IATA-Code: ZIA, ICAO-Code: UUBW) ist der vierte internationale Flughafen von Moskau. Er ist ein ehemaliger Militärflugplatz bei Schukowski in der Oblast Moskau und war früher nach der nahe liegenden Stadt Ramenskoje benannt. Der Flugplatz verfügt über ein Passagierterminal mit einer Größe von 7000 Quadratmetern.

## Geschichte

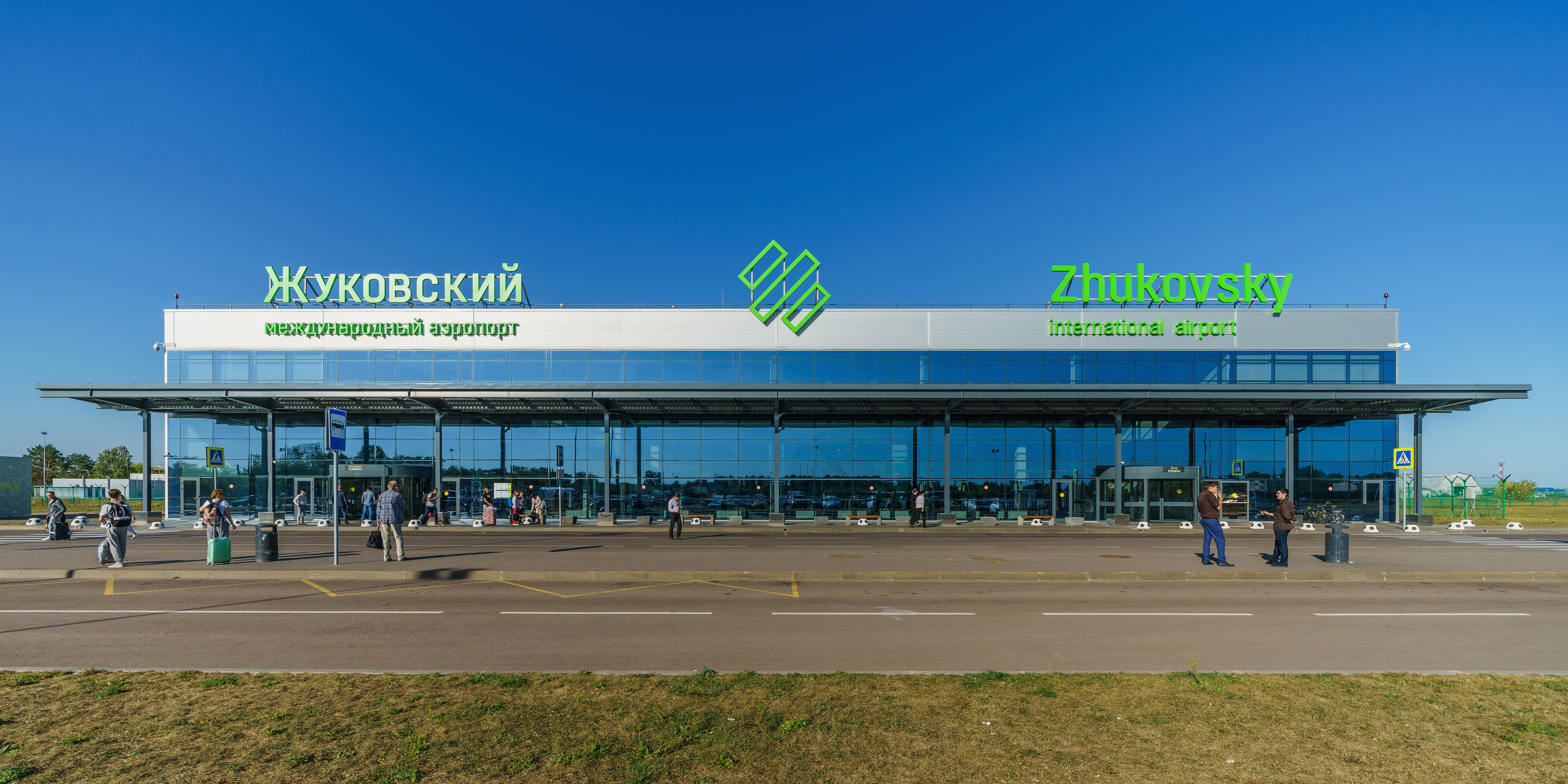
Eingangsbereich des Flughafens

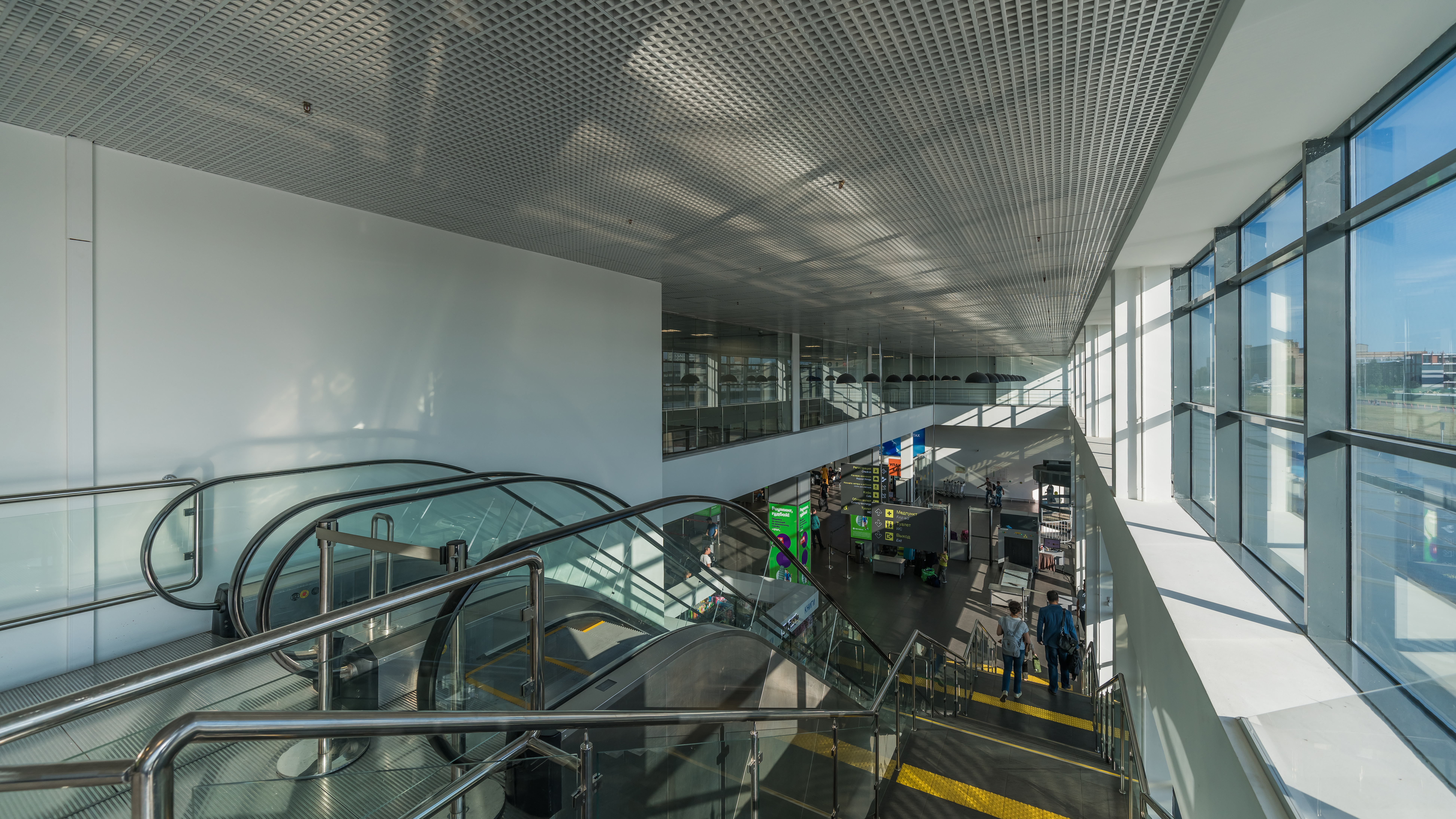
Interieur des 2016 fertiggestellten Terminals

Im Jahr 1957 startete die Tupolew Tu-114 zu ihrem Erstflug auf diesem Flugplatz. Lange Zeit war Ramenskoje ein reiner Militärflugplatz. Er wurde früher von einer Tochtergesellschaft der Michail-Gromow-Hochschule für Flugforschung betrieben. Die mit 5,4 km ehemals längste Piste in Europa wurde zwischenzeitlich auf 4600 m verkürzt. In seiner Nähe liegen auch der ehemalige Flughafen Bykowo und der Flugplatz Mjatschkowo.
Seit 2006 ist auch eine zivile Nutzung möglich. Im März 2011 verkündete der damalige russische Ministerpräsident Wladimir Putin, Charterflüge und Billigfluggesellschaften dort ansiedeln zu wollen. Die litauische Avia Solutions Group (ASG) investierte in den Bau des Flughafens. Die Objektplaner waren das litauische Unternehmen Vilniaus architektūros studija (VAS) und das russische Bauunternehmen „Strojpodrjad“. Am Flughafen wurden ein Einkaufszentrum, Parkplätze, drei Bürozentren, ein Cargo-Terminal, ein Flugzeugwartungszentrum und ein Hotel gebaut. Für das Jahr 2020 ist die endgültige Fertigstellung geplant, 12 Millionen Passagiere pro Jahr soll er dann aufnehmen können.

## Zwischenfälle
- Am 5. Juli 1993 stürzte eine Iljuschin Il-114 des Herstellers Iljuschin (RA-54001) während eines Testflugs am Flughafen Moskau-Schukowski ab. Während des Starts entwickelte das Triebwerk 2 nicht genug Leistung, hinzu kamen Probleme mit dem elektrischen System. Sieben der neun Besatzungsmitglieder an Bord starben (siehe auch Flugunfall einer Iljuschin Il-114 bei Moskau 1993).[5]
- Am 15. August 2019 musste ein Flugzeug der Ural Airlines in einem Maisfeld (55° 30′ 42,3″ N, 38° 15′ 1,2″ O) nahe dem Flughafen notlanden. Nach dem Start des Airbus A321 am Flughafen Schukowski auf dem Weg nach Simferopol auf der Krim geriet die Maschine in einen Möwenschwarm. Es kam zu einem Schaden an beiden Triebwerken durch Vogelschlag, weshalb die Piloten zur Notlandung in einem Maisfeld gezwungen waren. Mindestens 23 Personen wurden verletzt, eine davon schwer (siehe auch Ural-Airlines-Flug 178).[6][7]

## Verkehrsanbindung

### Zug
Der nächstgelegene Bahnhof zum Flughafen Schukowski ist der Bahnhof Otdych. Es gibt keine direkten Bahnverbindungen zwischen Moskau und dem Flughafen. Der elektrische Schnellzug Sputnik fährt vom Moskau Kasaner Bahnhof zum Bahnhof Otdych mit zwei Haltestellen. Es gibt 26 Fahrten an Wochentagen von 7:00 bis 23:00 Uhr mit unregelmäßigen Intervallen, an Wochenenden finden keine Fahrten statt. Fahrzeit: 37 Minuten. Die Fahrgäste können auch mit dem Vorortzug in Richtung Rjasansk zur Station Otdych fahren. Vom Bahnhof Otdych fahren Busse zum Flughafen Schukowski. Abfahrt innerhalb von acht Minuten nach Ankunft des Sputnik. Fahrzeit: 20 Minuten – oder mit den Buslinien № 2, 6 zur Bushaltestelle Perejezd.

### Bus
Eine direkte Verbindung von der Moskauer Metrostation Kotelniki zum Flughafen Schukowski ist der Bus Nr. 441, Kotelniki Metrostation–Flughafen Schukowski, Fahrintervall ab zwölf Minuten je nach Verkehr, Fahrzeit: 64 Minuten.

## Luftfahrtmesse
Auf dem Flugplatz findet regelmäßig die Luftfahrtmesse MAKS statt. In der Zeit der Luftfahrtmesse wird die stillgelegte Bahn 08/26 als Ausstellungsfläche genutzt.

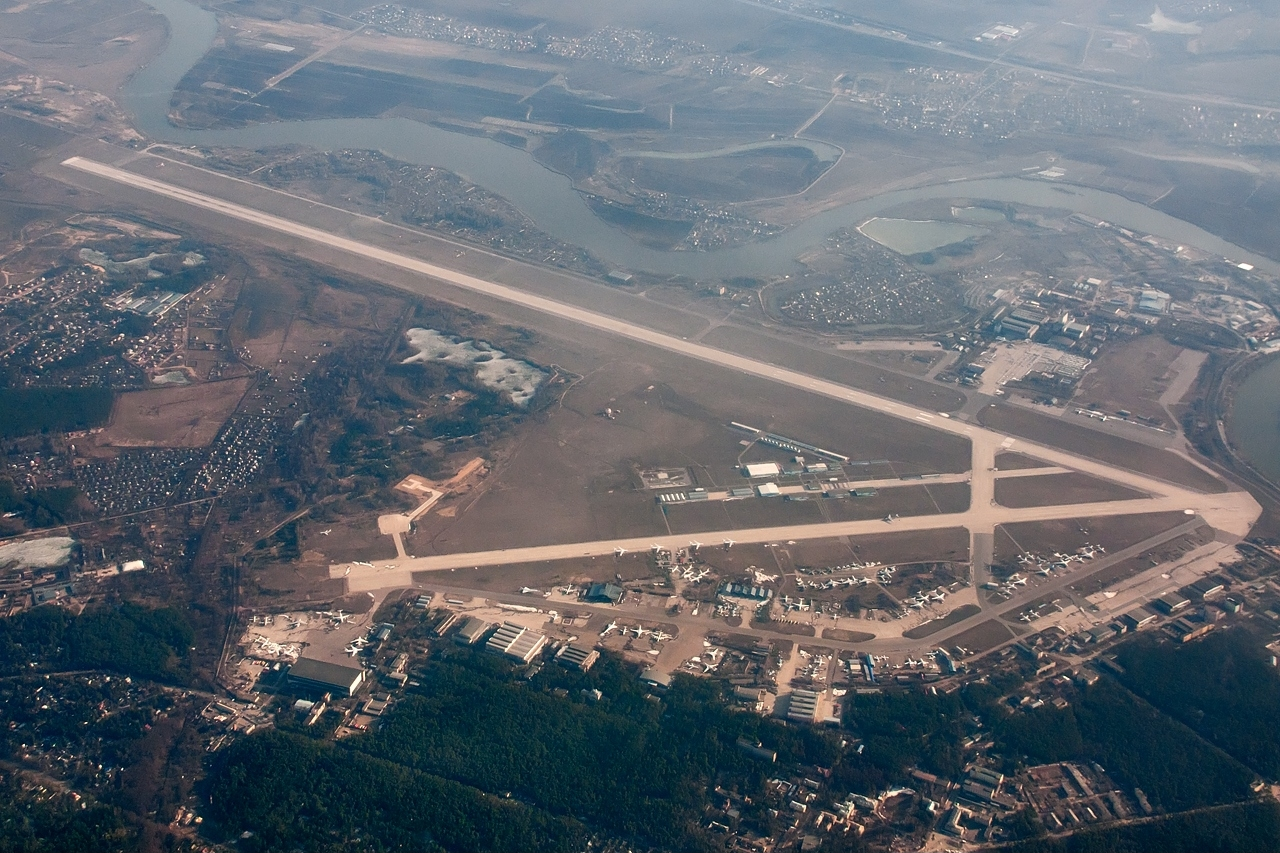
Luftaufnahme des Flugplatzes während der Luftfahrtmesse MAKS (2011)
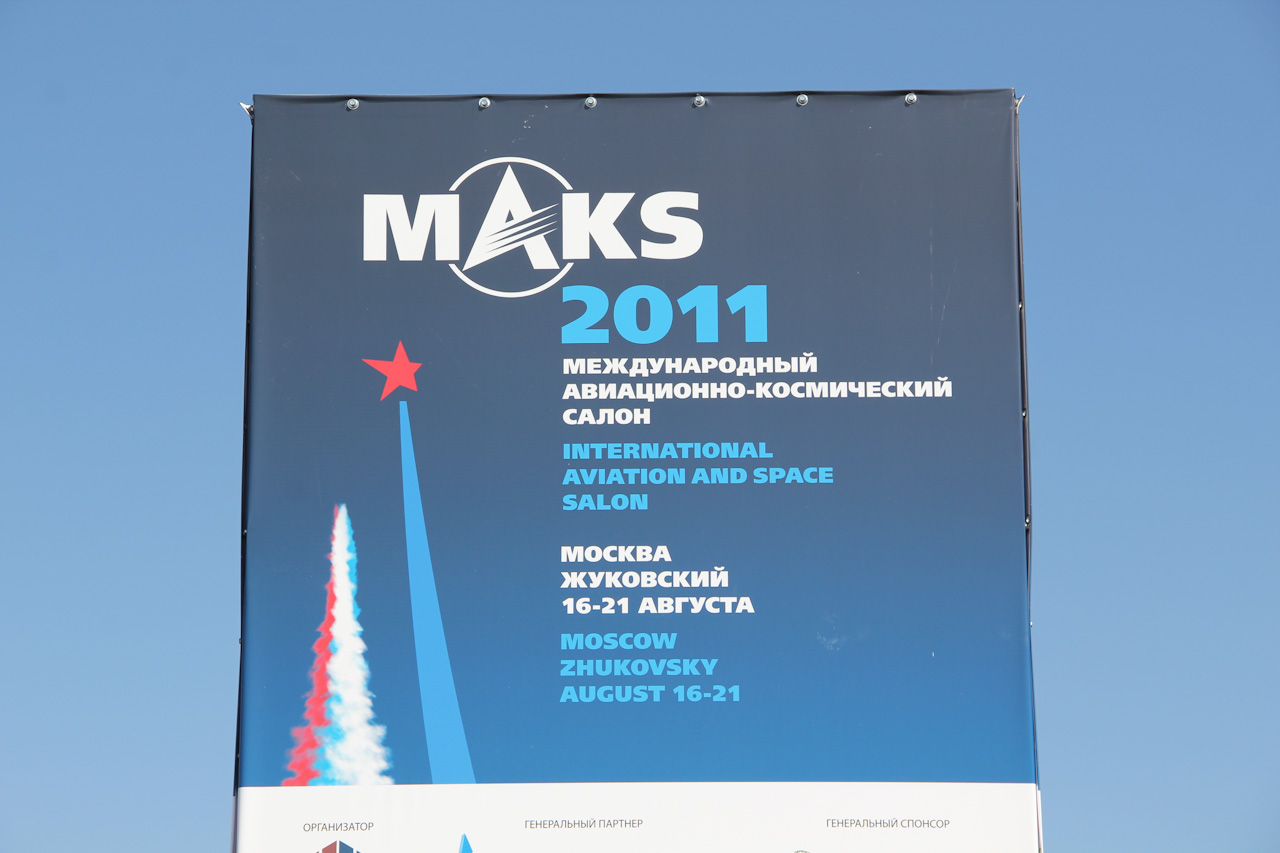
Luftfahrtmesse MAKS (2011)
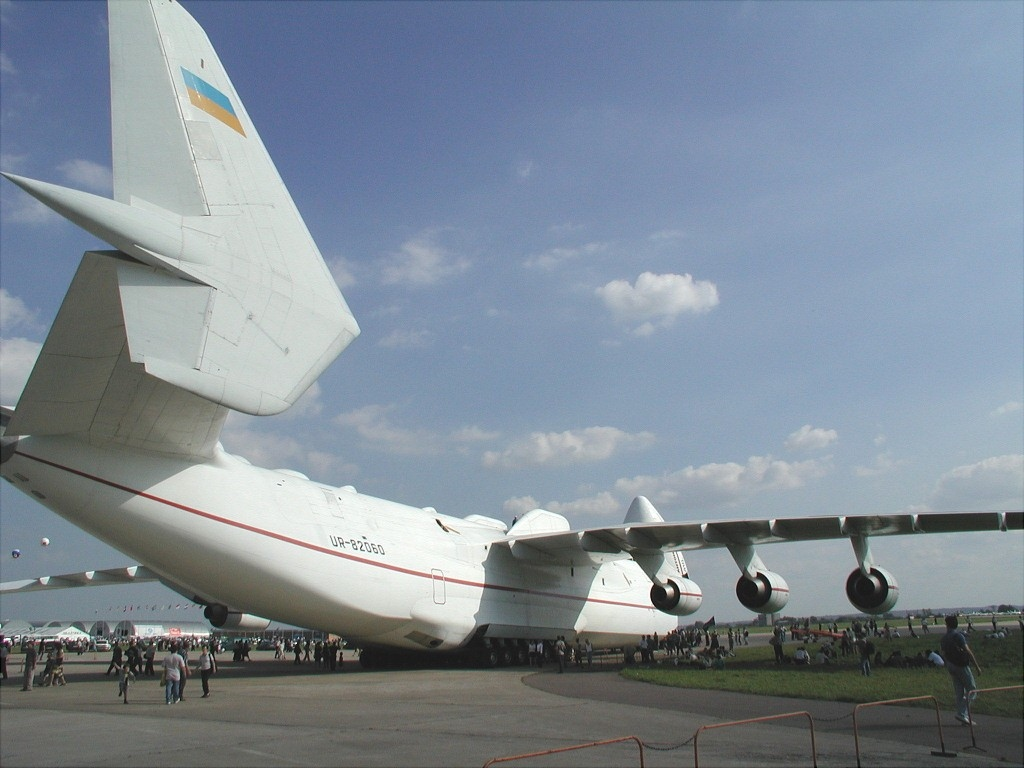
Ukrainische Antonow An-225 (2001)
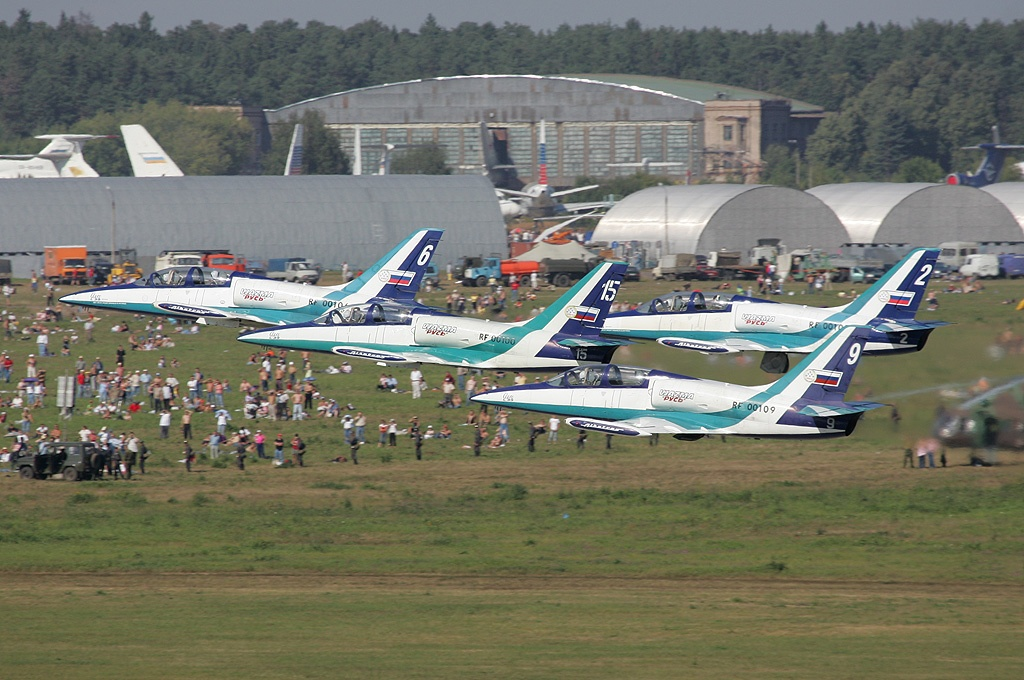
Aero L-39 (2005)